# Tischeria quercitella
Tischeria quercitella là một loài bướm đêm thuộc họ Tischeriidae. Nó được tìm thấy ở Ontario, District of Columbia, Illinois, Kentucky, Massachusetts, Missouri, New Jersey, Ohio, Pennsylvania và Virginia.
Ấu trùng ăn Castanea dentata, Quercus alba, Quercus ilicifolia, Quercus prinus và Quercus velutina. Chúng ăn lá nơi chúng làm tổ. 